# NGC 2359
NGC 2359 is een emissienevel in het sterrenbeeld Grote Hond. Het hemelobject ligt ongeveer 15.000 lichtjaar van de Aarde verwijderd en werd op 31 januari 1785 ontdekt door de Duits-Britse astronoom William Herschel.
Omwille van zijn karakteristieke vorm wordt de nevel ook wel de Helm van Thor genoemd.

## Synoniemen
- RCW 5
- LBN 1041